# Константин Рудановски
Константин Адрианович Рудановски (на руски: Константин Адрианович Рудановский; остар. Константинъ Адріановичъ Рудановскій) е руски и български офицер, подполковник от българската войска и генерал-лейтенант, участник в Руско-турската война (1877 – 1878), командир на 6-и пехотен търновски полк от българската земска войска и командир на 2-ра бригада от 1-ва гвардейска пехотна дивизия от руската имперска войска.

## Биография
Константин Рудановски е роден на 17 януари 1849 г. Руската империя. Учи в Черноговска класна гимназия. Постъпва на военна служба на 1 септември 1867 година. Завършва 2-ро военно константиновско училище. На 15 август 1870 е произведен в чин прапоршчик от гвардията, а на 8 април 1873 в чин подпоручик. Взема участие в Руско-турската война (1877 – 1878). На 16 април 1878 г. е произведен в чин Щабс-капитан, като служи в Лейбгвардейския Павловски полк. Във военната си службата си в руската войска е ротен командир (3 години и 2 месеца) и батальонен командир (4 години и 6 месеца).
На 12 юли 1878 г. е назначен за командир на Еленска № 21 пеша дружина и началник на Еленското военно окръжие. На 6 октомври 1979 г. е официално уволнен от руска служба. На 18 октомври 1880 г. поема Търновското военно окръжие, а на 17 април 1881 г. е назначен за командир на Самоковска № 4 пеша дружина. От 12 октомври 1884 г. поема командванетон на новосформирания 6-и пехотен търновски полк като негов първи командир. На 6 ноември 1885 г. е се уволнява от българска служба и постъпва на руска в предишния си полк с чин капитан, със старшинство към 8 април 1884 година.
По време на службата си в Княжество България като началник на Еленското военно окръжие, през 1878 г. майор Рудановски подписва разрешението за създаване на ново село от жителите на Беброво, чийто къщи са опожарени от оттеглящите се турски войски, както и от тези заселили се в махала Ахметлий вследствие на кърджалийските набези преди Освобождението. Той дарява и част от сумата са създаване на сградата, действала като община, църква, читалище и училище. Закупува и собствена земя.
В руската войска служи последователно като офицер от 5-и гренадирски Киевски на Генерал-Фелдмаршал Княз Николай Репнин полк (28 март 1897 – 6 септември 1899), командир на Лейбгвардейския финландски полк (6 септември 1899 – 23 януари 1904 г.) и като командир на 2-ра бригада от 1-ва гвардейска пехотна дивизия (от 23 януари 1904 г.). На 9 април 1900 г. е произведен в чин генерал-майор за отличие.
След като е уволнен на служба посещава България, като дарява земята си за построяване на училище, което остава и до днес. В негова чест селото е преименувано на Константин. Днес в центъра на селото има паметник на генерал Рудановски.
Генерал-майор Константин Рудановски умира през на 23 март 1914 година.

## Военни звания
- Прапоршчик от гвардията на руската войска (15 август 1870)
- Подпоручик от руската войска (8 април 1873)
- Поручик от руската войска (30 август 1874)
- Щабс-капитан от руската войска (16 април 1878)
- Майор от българската войска (16 април 1878)
- Подполковник от българската войска (30 август 1883)
- Капитан от руската войска (8 април 1884)
- Полковник от руската войска (30 април 1890)
- Генерал-майор от руската войска за отличие (9 април 1900)
- Генерал-лейтенант от руската войска

## Образование
- Черноговска класна кимназия
- Второ военно Константиновско училище

## Заемани длъжности
- Командир на Еленска № 21 пеша дружина (от 12 юли 1878)
- Началник на Еленското военно окръжие (от 12 юли 1878)
- Началник на Търновското военно окръжие (от 18 октомври 1880)
- Командир на Самоковска № 4 пеша дружина (от 17 април 1881)
- Командир на 6-и пехотен търновски полк (12 октомври 1884 – 9 септември 1885)
- Офицер от 5-и гренадирски Киевски на Генерал-Фелдмаршал Княз Николай Репнин полк (28 март 1897 – 6 септември 1899)
- Командир на Лейбгвардейския финландски полк (6 септември 1899 – 23 януари 1904 г.)
- Командир на 2-ра бригада от 1-ва гвардейска пехотна дивизия (от 23 януари 1904 г.)

## Награди
- Орден „Св. Владимир“ IV степен с мечове и лента (1877)
- Орден „Св. Анна“ III степен с мечове и лента (1878)
- Княжески орден „Св. Александър“ V степен, България (1883)
- Княжески орден „Св. Александър“ III степен, Княжество България (1896)
- Орден „Св. Владимир“ III степен (1899)
- Орден „Св. Станислав“ I степен (1903)
- Орден „Св. Анна“ I степен (1906)
- Княжески орден „Св. Александър“ II степен, България
- Орден „Лъв и слънце“, Персия 2 степен със звезда
- Бухарска златна звезда
- Офицерски кръст на Почетния легион, Франция